# Lindås (plaats)
Lindås is een plaats in de Noorse gemeente Alver, provincie Vestland. Lindås telt 1126 inwoners (2007) en heeft een oppervlakte van 1,19 km².

## Geboren in Lindås
- Einar Melling, Noors organist, pianist en componist